# Bad Love
Bad Love ist ein Rocksong, der von Eric Clapton und dem Foreigner-Gitarristen Mick Jones geschrieben und 1989 auf Claptons Album Journeyman sowie 1990 als Single veröffentlicht wurde. 1991 erschien eine weitere Version auf Claptons Live-Album 24 Nights.
Das Musikvideo ist in schwarz-weiß gedreht und zeigt Clapton, Nathan East, Greg Phillinganes und Phil Collins, wie sie den Song während einer Probe auf der Bühne spielen, gemischt mit Backstage- und Pausenaufnahmen.
1991 erhielt Clapton für das Stück einen Grammy Award in der Kategorie „Beste Männliche Gesangsdarbietung“ („Best Rock Vocal Performance, Male“). Der Song erreichte Platz 1 der Mainstream-Rock-Charts, Platz 88 der Billboard Hot 100 und belegte Position 25 der britischen Singlecharts.